# Алёхин, Михаил Сергеевич
Михаи́л Серге́евич Алёхин (настоящая фамилия Смоляров, 1902—1939) — ответственный сотрудник ОГПУ-НКВД СССР, майор госбезопасности (1938). И. о. начальника 2-го специального отдела (оперативной техники) НКВД СССР (июнь-сентябрь 1938 г.). Расстрелян в 1939 году. Реабилитирован посмертно.

## Биография
Родился в Елисаветграде в еврейской семье купца 2 гильдии.. Окончил 7 классов 1 коммерческого училища в Елизаветграде, заочно — 3 курса Военной академии РККА им. М. В. Фрунзе (1933). Участник гражданской войны на Украине, в 1919—1920 состоял в партии боротьбистов, с 1920 года состоял членом РКП(б). В 1920—1921 — на политработе в РККА (Юго-Западный фронт и Черноморский флот).
С 1921 года работал в органах ВЧК-НКВД, служил в Николаевском, Одесском, Донецком, Киевском губернских отделах ГПУ Украинской ССР. В декабре 1923, во время внутрипартийной дискуссии, вместе с другими киевскими чекистами голосовал за платформу Троцкого (в феврале 1924 почти все голосовавшие признали этот факт ошибочным). В 1924—1931 гг. работал в ПП ОГПУ по Северо-Кавказскому краю в окружных отделах и контрразведывательном отделе ПП ОГПУ в Ростове-на-Дону. С 1931 года в центральном аппарате ОГПУ СССР — помощник начальника отделений, начальник 4-го (1932), 3-го (1932—1934) и 7-го (1934) отделений Особого отдела, начальник 3-го отделения и помощник начальника (1934) Оперативного отдела, одновременно заочно окончил 3 курса Военной академии РККА имени М. В. Фрунзе. В декабре 1934 года, после убийства С. М. Кирова,  переведён в Ленинград в подчинение Л. М. Заковскому — начальник Оперативного/2-го отдела УНКВД Ло. 
С июля 1937 года в ГУГБ НКВД СССР — заместитель начальника 12-го отдела/отдела Опертехники, временно и. д. начальника 2-го спецотдела (опертехники) в июне — сентябре 1938 года.
Награждён знаком «Почетный работник ВЧК-ГПУ».
В ходе чистки в НКВД СССР 13 сентября 1938 года арестован по прямой санкции Л. П. Берии. Внесен в список Л.Берии-А.Вышинского от 15 февраля 1939 г. по 1-й категории. Осужден к ВМН по приговору Военной коллегии Верховного Суда СССР 22 февраля 1939 как «немецкий шпион». Расстрелян в ночь на 23 февраля 1939 года в числе большой группы руководящих сотрудников НКВД СССР (Б. Д. Берман, Н. М. Быстрых,  Я. М. Вейншток, В. С. Агас, М. Л. Гатов, С. Г. Гендин и др.). Место захоронения- «могила невостребованных прахов» № 1 крематория Донского кладбища. 
Посмертно реабилитирован  заключением Главной военной прокуратуры РФ от 24 октября 2012 года. 